# Buster Keaton som Børsmatador
Buster Keaton som Børsmatador er en amerikansk stumfilm fra 1920 af Herbert Blaché.

## Medvirkende
- Buster Keaton som Bertie Van Alstyne
- Beulah Booker som Agnes Gates
- Edward Connelly som Musgrave
- Edward Jobson som Rev. Murray Hilton
- Edward Alexander som Watson Flint
- Odette Taylor som Mrs. Cornelia Opdyke
- Carol Holloway som Rose Turner
- Irving Cummings som Mark Turner
- Jack Livingston som Dr. George Wainright
- William H. Crane som Nicholas Van Alstyne